# Giovanni Battista Lugari
Giovanni Battista Lugari (né le 18 février 1846 à Rome, capitale de l'Italie et mort le 31 juillet 1914 à Rome), est un cardinal italien de l'Église catholique du début de la XXe siècle, nommé par le pape Pie X.

## Biographie
Après son ordination, Lugari exerce diverses fonctions au sein de la curie romaine, notamment à la Congrégation des rites et comme chanoine à la basilique Saint-Pierre et à la basilique du Latran.
Le pape Pie X le crée cardinal lors du consistoire du 27 novembre 1911.